# Lucas Gourna-Douath
Lucas Gourna-Douath (Villeneuve-Saint-Georges, 5 augustus 2003) is een Frans voetballer die bij voorkeur als middenvelder speelt. Hij speelt bij Red Bull Salzburg.

## Clubcarrière
Op 6 mei 2020 tekende Gourna-Douath op zestienjarige leeftijd zijn eerste profcontract bij Saint-Étienne. Op 12 september 2020 debuteerde hij in de Ligue 1 tegen RC Strasbourg.
Sinds 13 juni 2022 is Gourna-Douath een speler van Red Bull Salzburg uit Oostenrijk.